# Wag

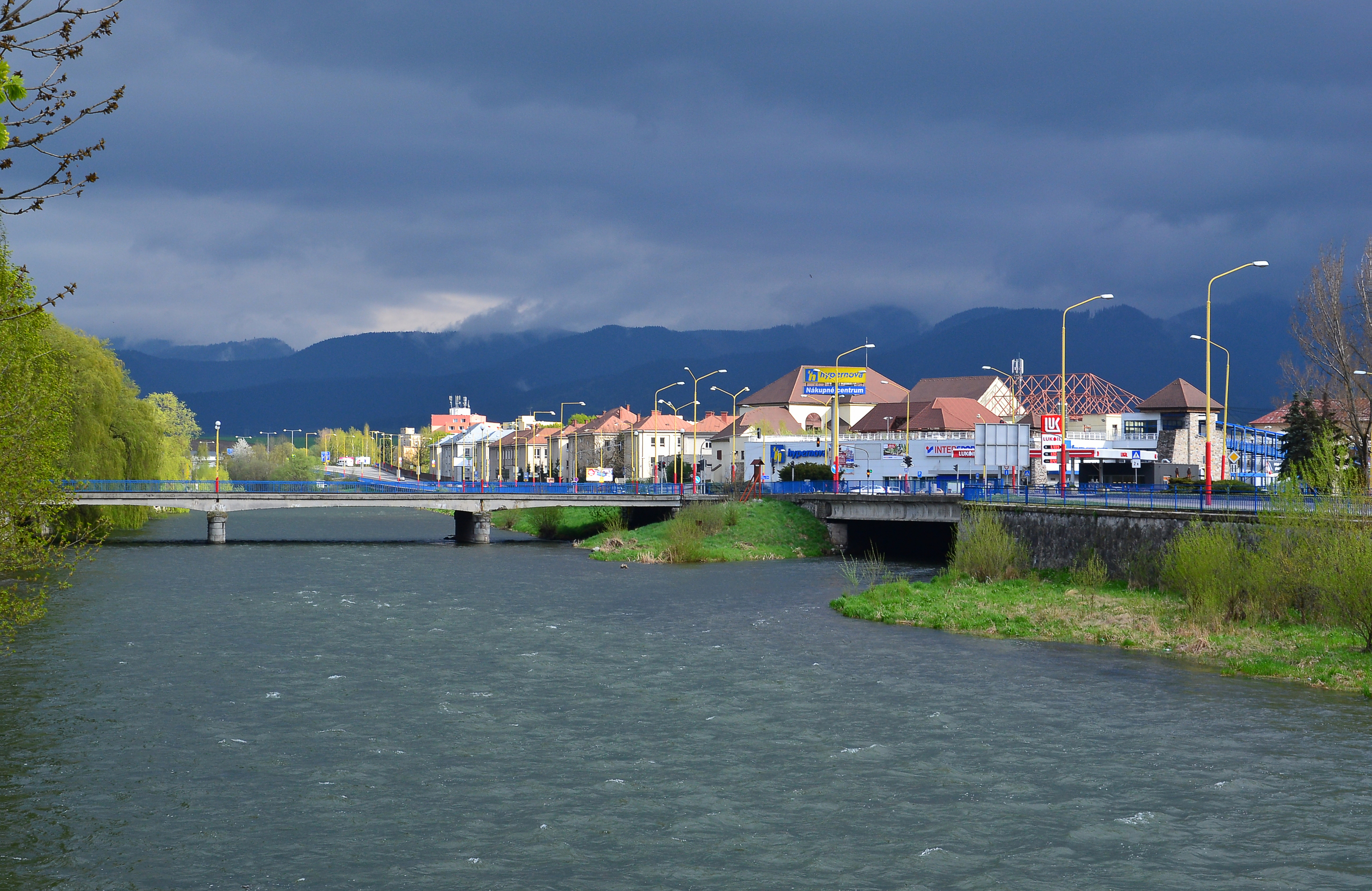
Revúca (na prawo) wpływa do Wagu w Rużomberku

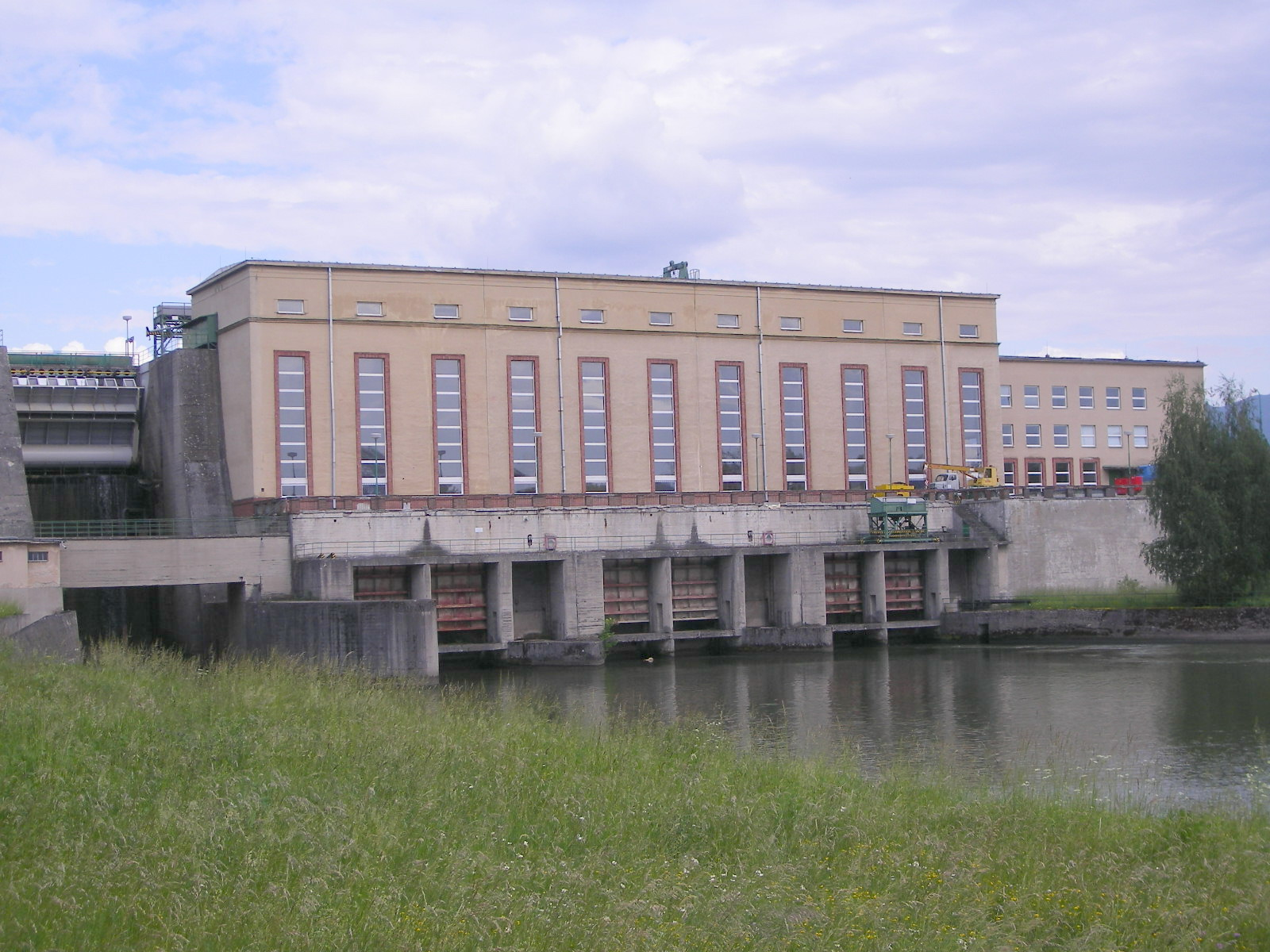
Elektrownia wodna Sučany na Wagu

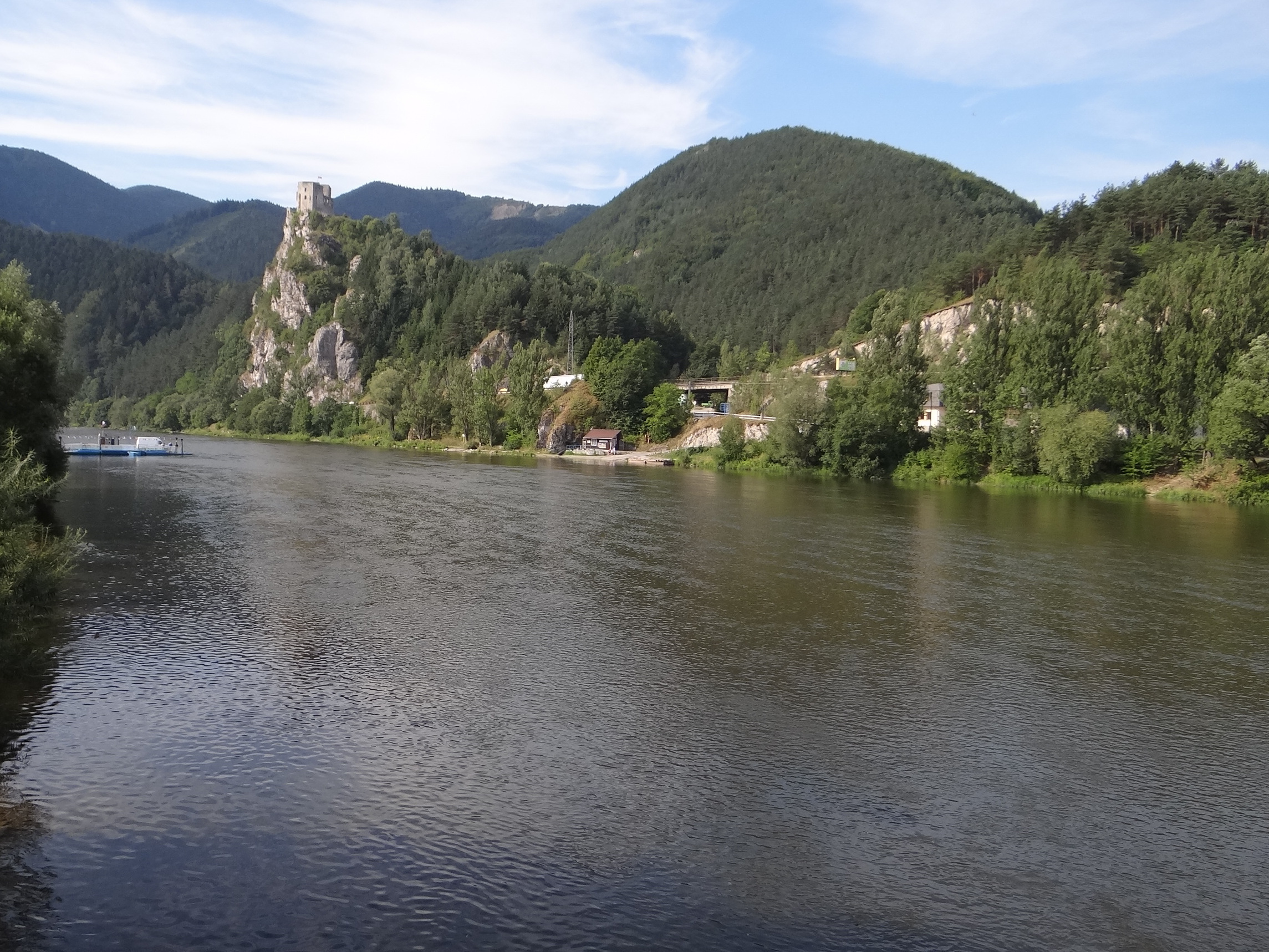
Wag w miejscowości Strečno

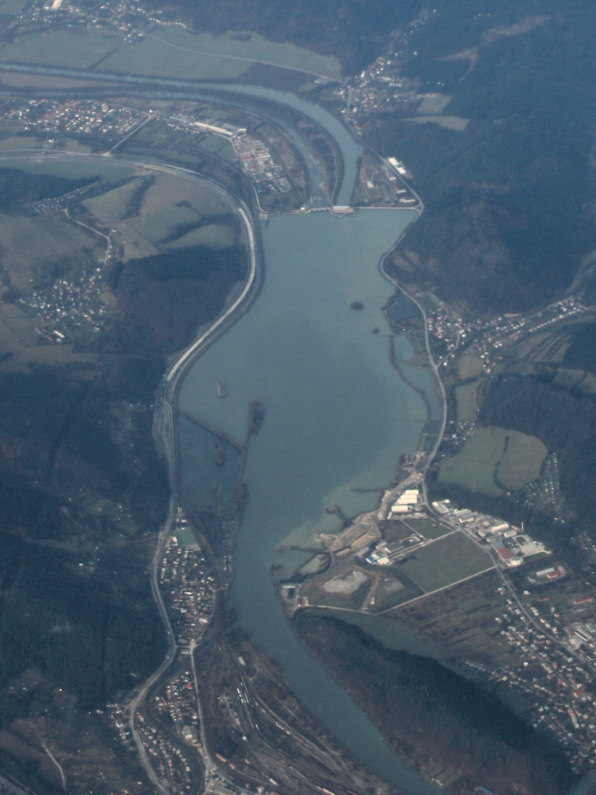
Sztuczny zbiornik Hričov

Wag (słow. Váh, węg. Vág, niem. Waag) – rzeka w zachodniej Słowacji, w dorzeczu Dunaju. Długość – 403 km, powierzchnia zlewni – 10 640 km², średni roczny przepływ u ujścia – 196 m³/s. Do dorzecza Wagu należy także polska część Orawy.

## Przebieg
Wag powstaje z połączenia dwóch niewielkich rzek: Białego Wagu (Biely Váh) i Czarnego Wagu (Čierny Váh), płynących na zachód po przeciwnych stronach Kotliny Liptowskiej. Biały Wag ma 30,3 km długości, powstaje w Białym Wagu z połączenia dwóch potoków zbierających wody z południowej strony Tatr: Wielkiego Złomiskowego Potoku i Furkotnego Potoku. Czarny Wag, długości 39 km, powstaje z połączenia potoków spływających z północnych zboczy masywu Kráľova hoľa w Niżnych Tatrach, na wysokości około 1680 m n.p.m. Obie te rzeki zbiegają się koło wsi Królewska Ligota, na wysokości 663 m n.p.m.
Od tego miejsca Wag płynie na zachód przez szeroką Kotlinę Liptowską, na północ od Niżnych Tatr. Rzeka przepływa przez Liptowski Mikułasz i zaraz za nim wpada do zbiornika wodnego Liptovská Mara. Poniżej zapory przepływa przez wyrównawczy zbiornik retencyjny Bešeňová. Dalej płynie przez Rużomberk i poniżej tego miasta przełamuje się przez pasmo Wielkiej Fatry, pozostawiając na swym prawym brzegu jej najbardziej wysunięty na północ fragment – tzw. Szypską Fatrę. Tu przyjmuje lewobrzeżne dopływy: w Rużomberku Rewucę, zaś niżej w Lubochni – Lubochniankę.
Przed wybudowaniem zbiornika zaporowego Liptovská Mara średni roczny przepływ Wagu w Lubochni wynosił 38,8 m³/s. W najsuchszym miesiącu (styczeń) średni przepływ wynosił tu 19,4 m³/s, zaś największy przepływ występował w okresie wzmożonego topnienia śniegów w górach (w kwietniu) i wynosił 67,6 m³/s. Wartość przepływu gwałtownie rosła w czasie większych opadów, osiągając podczas dużych wezbrań powodziowych maksymalnie ok. 840 m³/s.
We wsi Królewiany Wag przyjmuje swój pierwszy duży dopływ prawobrzeżny – Orawę. Następnie pokonuje wąski przesmyk między Wielką Fatrą na południu i Małą Fatrą Krywańską na północy – Przełom Królewiański (słow. priesmyk Hradiská), zakończony tzw. Królewiańskim Meandrem. Tu wpływa do kolejnego zbiornika – Krpeľany, po czym płynie północnym skrajem Kotliny Turczańskiej. W miejscowości Vrútky przyjmuje kolejny duży dopływ, tym razem lewobrzeżny – Turiec. Zaraz potem zatacza lekki łuk na północ i przebijając się pięknym przełomem przez pasmo górskie Małej Fatry (tzw. Streczniański Przesmyk) wydostaje się na teren Kotliny Żylińskiej. Tu przyjmuje swój prawostronny dopływ – rzeczkę Varínkę, po czym przepływa przez najmłodsze na swej drodze jezioro zaporowe – zbiornik wodny Żylina. Tuż poniżej przecina największe miasto w swym biegu – Żylinę, gdzie do Wagu wpadają: prawobrzeżny dopływ Kysuca i lewobrzeżny – Rajčanka. Za Żyliną Wag przepływa przez kolejny sztuczny zbiornik Hričov, po czym napotyka barierę w postaci czesko-słowackiego granicznego pasma górskiego Jaworniki.
U podnóży tej bariery rzeka skręca na południowy zachód płynie wzdłuż wschodnich podnóży Jaworników, a następnie Białych Karpat, z których zbiera liczne, drobne dopływy. Po drugiej stronie kotliny Wagu leżą Góry Strażowskie, których zachodnie stoki również są odwadniane przez Wag. Na tym odcinku rzeka przepływa przez liczne większe miasta: Powaska Bystrzyca, Púchov, Dubnica nad Váhom, Trenczyn i Nowe Miasto nad Wagiem.
W Nowym Mieście rzeka skręca na południe, płynąc wzdłuż zachodniego podnóża Gór Inowieckich (Považský Inovec). Od wysokości Nowego Miasta Wagowi towarzyszy koryto bliźniaczej rzeki Dudváh, biegnące kilka do kilkunastu kilometrów na zachód od właściwego Wagu, zbierające liczne drobne dopływy ze wschodnich zboczy Małych Karpat (rzeka ta wpada potem do Małego Dunaju). Ten odcinek doliny Wagu należy już do Niziny Naddunajskiej. Rzeka przepływa przez zbiornik wodny Sĺňava, miasta Pieszczany, Hlohovec i w mieście Sereď zmienia kierunek na południowo-wschodni.
W swym końcowym odcinku Wag jest wielką, nizinną rzeką, która meandrując płynie powoli przez Nizinę Naddunajską. Przepływa przez ostatni zbiornik wodny – Kráľová, przecina kolejne miasto – Šaľę, tuż przed miastem Kolárovo przyjmuje wody Nitry, skierowane do Wagu kanałem, oraz Mały Dunaj. Odcinek Wagu poniżej ujścia Małego Dunaju nazywa się niekiedy Waskim Dunajem – Vážsky Dunaj. Wag kończy bieg ujściem do Dunaju tuż na wschód od miasta Komárno. Ujście znajduje się na wysokości 106 m n.p.m.

## Gospodarka
Wag jest najdłuższą i największą rzeką płynącą w granicach Słowacji. W swym środkowym biegu dolina Wagu stanowiła najważniejszą oś osadniczą zachodniej Słowacji, wzdłuż której rozlokowały się największe miasta kraju – Trnawa, Trenczyn i Żylina. Do dziś stanowi ona główny korytarz komunikacyjny zachodniej i północnej Słowacji – całą długością doliny Wagu, z wyjątkiem końcowego odcinka poniżej miasta Sereď, biegną linia kolejowa i główna droga kołowa (od Trnawy do Powaskiej Bystrzycy – autostrada) z Bratysławy przez Żylinę na wschód – (E50 do Preszowa) i na północ (E75 do Cieszyna).
Wag jest spławny tylko w górnym biegu, ponieważ w średnim i dolnym biegu swobodny spływ rzeki blokują 22 zapory z elektrowniami wodnymi, budowane od lat 30. XX wieku, tworzące tzw. kaskadę Wagu (Vážska kaskáda).